# Tysk wachtelhund
Tysk wachtelhund er en jagthund af gruppen af korttidsdrivende hunde. 